# صبير أسطواناوي
صبير أسطواناوي وتعرف أنواعه باسم تشولا (الرأساوي) (الاسم العلمي: Cylindropuntia)، جنس صبار، موطنه شمال المكسيك وجنوب غرب الولايات المتحدة. تعرف بأشواكها الشائكة التي ترتبط بقوة بالجلد والفراء والملابس. تسمى التشولا المنتصبة حدائق تشولا. غالبًا ما يظهر أفراده داخل هذه المستعمرات نفس الحمض النووي، حيث كانت في السابق درنات نبات أصيلة.